# زالتس (راینلاند-فالتس)
زالتس (به آلمانی: Salz) یک شهر در آلمان است که در وستروالدکرایس واقع شده‌است. زالتس ۹۳۳ نفر جمعیت دارد.